# Райт, Эшли
Э́шли Райт (англ. Ashley Wright, род. 7 апреля 1987 года) — английский профессиональный игрок в снукер. Стал профессионалом в 2007 году, после того как показал хорошие результаты в серии PIOS (там он дважды выходил в финалы соревнований) и выиграл турнир Pontin’s Under 21 Series. Однако в своём дебютном сезоне в качестве профессионала Райт не достиг ничего значимого — во всех главных турнирах он не прошёл даже первый раунд квалификации, и в итоге выбыл обратно в PIOS.
Эшли Райт тренируется с бывшим профессионалом Шоном Стори.